# Internet Info
Internet Info, s.r.o. – czeskie przedsiębiorstwo mediowe. Jest wydawcą szeregu serwisów internetowych, należą do niego m.in. portale Lupa.cz, Měšec.cz, Root.cz, Podnikatel.cz. Dodatkowo w 2018 roku wydawca nabył od firmy Economia serwisy Stahuj.cz i SW.cz. Portfolio Internet Info obejmuje także szereg czasopism tematycznych, m.in. miesięcznik komputerowy Computerworld.
Internet Info jest organizatorem prestiżowej nagrody Křišťálová Lupa.
Przedsiębiorstwo zostało założone w 1998 roku przez Marka Antoša. Znajduje się wśród najstarszych wydawnictw internetowych na rynku czeskim.